# История на Тирана
Историята на Тирана датира от времето на албанските територии под властта на Османската империя и е основана в 1614 г. 
За първи път името на Тирана се споменава в 1418 г. в документ на Венецианската република. Това се случва по повод ленно владение на семейство Топия на мястото на днешния град. По времето на Скендербег земята на която се издига днешната албанска столица е във владение на семейство Кастриоти. След края на т.нар. лежка лига мястото на Тирана е обезлюдено и изоставено и по всяко вероятност са останали да съществуват няколко малки махали в и от предходното земеделско поселище. 
В историографията се приема, че Тирана е основана през 1614 г. от Сюлейман Барджини – паша на село Мълет, който османски паша издига в селището джамия, фурна и хамам. Селището остава хас за наследниците на Сюлейман паша, сина му Ибрахим Барджини бей и сина на сина му Ахмет Барджини паша, като последния оставя след себе си четири дъщери. Четирите момичета Ахмет паша са оженени за членове на семейството на пашата Каплан Топтани, поради и което Тирана през 1807 г. е подпрефектура на Круя по пътя за Елбасан. 
След смъртта на Каплан паша на Круя (1816), от 1817 г. Тирана става временно владение на Хаджи Етем Барджини, който е бей на фиса Барджини по това време. В 1822 г. Тирана се връща във владението на семейство Топтани от Круя и в периода до 1837 г. е във владение на бея Абдурахман Топтани, от който преминава в такова на сина му Ахмет Топтани като нов бей на Тирана и това положение продължава до 1865 г. 
През 1865 г., във връзка с реформите в Османската империя, Тирана влиза в санджак Дуръс на новосъздадения Шкодренски вилает, сдобивайки се с публичен статут за първи път. 
От 1913 г. Тирана има статут на община с право на кмет. 
От 8 февруари 1920 г., по силата на решение на конгрес в Люшня, Тирана е избрана на новосъздадената по силата на решение на великите сили – държава Албания. Решението е официализирано на 31 декември 1925 г. 
Днес Тирана е най-динамично развиващата се столица на Балканите и град в Албания.